# Adami Mihály (jezsuita)
Adami Mihály (Bellus, Trencsén vármegye, 1720. – Bécs, 1781. március 11.) jezsuita szerzetes, nyelvész, heraldikus, genealógus. A neve előfordul Adámi alakban is.

## Élete
Nemes szülőktől született Trencsén megyében; 1740-ben a jezsuita rendbe lépett, melyet 1750-ben elhagyott, és Bécsben udvari ágens lett, ahol haláláig dolgozott. A bécsi katonai akadémia magyar tanára volt. Magyar nyelvtanát, nyelvkönyvét a bécsújhelyi Theresianum Katonai Akadémia tanáraként írta meg.

## Munkássága

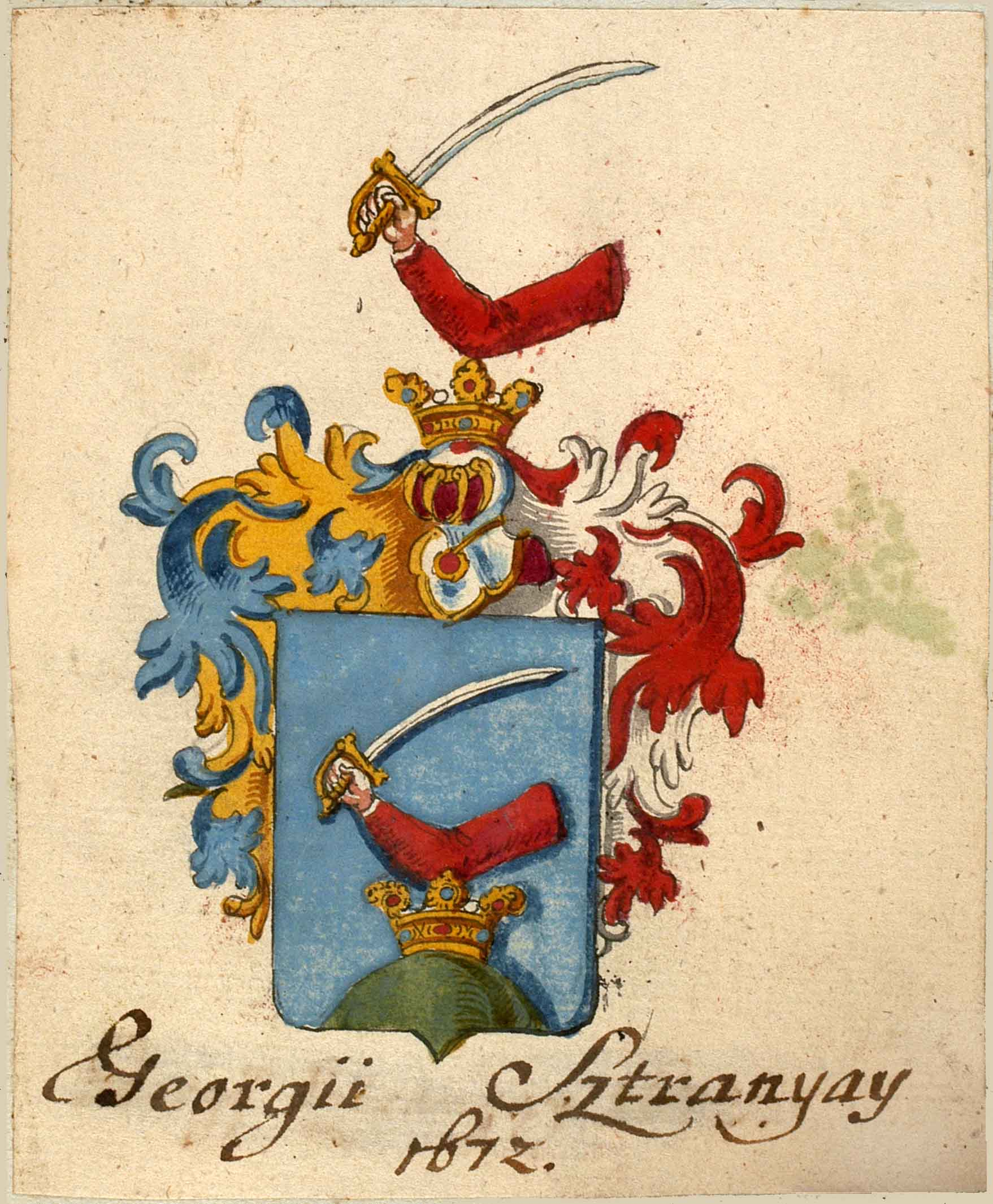
A Sztrányay-címer Adami kéziratos művében

Nagy Iván szerint hozzákezdett egy család- és címertani gyűjteményhez is, de ezek, kivált az első, az előkészületnél maradtak. Kézirata Scuta gentiltia címen előbb a Magyar Nemzeti Múzeum, majd az Országos Széchényi Könyvtár tulajdona. Nagy Iván „Magyarország családai” című nagy művében Adami ezen heraldikai gyűjteményét is felhasználta.
Nyelvészként jelentős hatást fejtett ki a magyar helyesírás alakulására. 1760-ban Károly főherceg használatára névtelenül egy magyar nyelvtant jelentetett meg. Írt egy magyar–latin–német szótárt is, amely kéziratban maradt.

## Művei
- Ausführliche u. neuerläuterte Ungarische Sprachkunst. Bécs, 1760
  - (Károly főherceg számára írta; 2. kiadása 1763-ban jelent meg uo.)
- Adami: Deductiones breves quar. fam. (családtörténeti műve, kézirata a MNM tulajdonában volt)
- Collectanea genealogica per Mich. Adami. Kézirat, eredetileg a Magyar Nemzeti Múzeumban lat. quart. nro. 182. mely több főnemesi családról szolgáltat értékes adatokat és Nagy Iván is gyakran idézte
- Scuta gentilitia illustrium ac. nobil. Familiarum Hungariae coloribus distinctae. Kézirat 14 kötetben, eredetileg a Magyar Nemzeti Múzeumban Quart. lat. nro. 190. Nagy Iván is felhasználta, mely szerinte: "Megbecsülhetetlen gyüjtemény, melytől külön áll kötve a rézre és fára metszett czímerek gyüjteménye két kötetben". (Nagy Iván: Magyarország családai... Pest, 1865. XII. Zárszó, 512. l.)
- Collectanea heraldica Hungariae, quibus descriptiones complurium scutorum nobilitarium plurimum e Libro Regio extractorum comprehenduntur
- Másik heraldikai kézirata eredetileg a Magyar Nemzeti Múzeumban Fol. lat. nr. 227. mely a Scuta gentilitia mintegy szövegét képezi. A Királyi könyvekben található címeres levelek címerleírásait tartalmazza az 1685-1770 közti időbőből, és leírás nélkül megadja azon címerek jegyzékét is, melyeket 1790-1803 között adományoztak. Nagy Iván teljes egészében felhasználta.